# Gut (Familienname)
Gut ist ein Schweizer, deutscher und polnischer Familienname.

## Namensträger
- Alexander Gut (* 1963), schweizerisch-britischer Wirtschaftsprüfer und Manager
- Andreas Gut (* 1961), deutscher Prähistorischer Archäologe und Museumsdirektor
- Andrzej Gut-Mostowy (* 1960), polnischer Politiker
- Benno Gut (1897–1970), Schweizer Kardinal
- Emanuel Gut (* 1983), Schweizer Sänger
- Franciszek Gut-Szczerba (vor 1932–nach 1939), polnischer Skisportler
- Gudrun Gut (* 1957), deutsche Diskjockey, Moderatorin und Produzentin
- Hans Gut (* 1950), Schweizer Segler
- Herbert Gut (1913–1976), deutscher Admiralarzt der Marine
- Ian Gut (* 1995), schweizerisch-liechtensteinischer Skirennfahrer
- Ida Gut (* 1964), Schweizer Modedesignerin und Unternehmerin
- Józef Gut-Misiaga (* 1939), polnischer Skilangläufer
- Karel Gut (1927–2014), tschechischer Eishockeyspieler
- Karl Gut (1872–1920), Schweizer Politiker (Konservative)
- Lara Gut-Behrami (* 1991), Schweizer Skirennfahrerin
- Malin Gut (* 2000), Schweizer Fußballspielerin
- Peter Gut (* 1959), Schweizer Karikaturist
- Philipp Gut (* 1971), Schweizer Journalist und Buchautor
- Rainer E. Gut (1932–2023), Schweizer Bankmanager
- Serge Gut (1927–2014), französischer Musikwissenschaftler und Komponist
- Silvia Thalmann-Gut (* 1961), Schweizer Politikerin (CVP)
- Stjepko Gut (* 1950), serbischer Jazzmusiker
- Theodor Gut senior (1890–1953), Schweizer Politiker, Journalist und Verleger
- Theodor Gut junior (1917–1999), Schweizer Politiker, Jurist und Verleger
- Ulrich Gut (Verleger) (1923–2010), Schweizer Verleger
- Ulrich E. Gut (* 1952), Schweizer Jurist, Politiker und Publizist
- Ulrike Gut (* vor 1989), deutsche Anglistin
- Ursula Gut-Winterberger (* 1953), Schweizer Politikerin (FDP)
- Veronika Gut (1757–1829), Schweizer Unterstützerin des Nidwaldner Widerstandes
- Walter Gut (1897–1970), Geburtsname des Schweizer Kardinal, siehe Benno Gut
- Walter Gut (Politiker) (1927–2012), Schweizer Politiker (CVP) und Staatsanwalt
- Wendel Gut (vor 1553–nach 1555), deutscher Kirchenlieddichter
- Zbigniew Gut (1949–2010), polnischer Fußballspieler